# Toyosuke Hata
Pour les articles homonymes, voir Hata.
Toyosuke Hata (秦 豊助, Hata Toyosuke), né le 29 septembre 1872 à Tsukiji au Japon et décédé à l'âge de 60 ans le 4 février 1933, est un homme politique japonais qui fut gouverneur de la préfecture d'Akita et de la préfecture de Tokushima, sept fois membre de la chambre basse de la Diète du Japon et une fois ministre.

## Biographie
Hata est né en 1872 à Tsukiji où son père, un magnat du transport maritime, est vice-président de l'assemblée métropolitaine de Tokyo. Il étudie le droit à l'université impériale de Tokyo avant de travailler au ministère des Affaires intérieures en 1896. 
En mai 1897, il est nommé conseiller juridique de la préfecture de Fukui. Il est plus tard assigné aux préfectures d'Ehime, de Chiba puis de Kanagawa. En avril 1905, il est envoyé en Europe pour étudier et revient au Japon en mai 1906. En juillet de la même année, il est nommé représentant du ministère des Affaires intérieures dans la préfecture de Nagasaki. 
En mars 1912, il devient gouverneur de la préfecture d'Akita, poste qu'il occupe jusqu'en 1914. Il est ensuite gouverneur de la préfecture de Tokushima de 1914 à 1915. Hata fait ses débuts dans la politique nationale lors des élections législatives japonaises de 1915 où il est élu à la chambre basse en tant que représentant de la préfecture de Saitama. Il est réélu à ce siège six fois de suite. Il sert comme adjoint à un certain nombre de ministres et devient secrétaire général du Rikken Seiyūkai en juillet 1927.
En décembre 1931, il est nommé ministre des Affaires coloniales dans le gouvernement d'Inukai Tsuyoshi, fonction qu'il occupe jusqu'à la chute du Cabinet après l'incident du 15 mai 1932. Hata meurt l'année suivante à l'âge de 60 ans.